# Cliffortia semiteres
Cliffortia semiteres är en rosväxtart som beskrevs av August Henning Weimarck. Cliffortia semiteres ingår i släktet Cliffortia och familjen rosväxter. Inga underarter finns listade i Catalogue of Life.